# Licini Lentícula
Licini Lentícula (en llatí Licinius Lenticula) a qui Ciceró anomena en alguns manuscrits Licini Dentícula (Denticula) va ser un company de Marc Antoni en les seves festes i orgies.
Va ser condemnat per jugar, cosa que implicava la pèrdua d'alguns drets de ciutadania, però Marc Antoni més tard el va restaurar al seu antic estatus. Dió Cassi diu que el va fer retornar del seu desterrament però segurament es tracta d'un error.